# Maschio (singolo)
Maschio è un singolo della cantautrice italiana Annalisa, pubblicato l'8 maggio 2025.

## Descrizione
Il brano, scritto dalla cantautrice stessa insieme a Davide Simonetta, che ha anche curato la produzione, e a Paolo Antonacci, presenta sonorità anni settanta e ottanta. In un comunicato sui propri social media, la cantautrice ha spiegato il significato del brano:

## Promozione
L'uscita del brano è stata annunciata dalla stessa cantautrice il 5 maggio 2025 attraverso i suoi profili social. Il 10 maggio la cantautrice ha eseguito il brano per la prima volta dal vivo nel corso dell'ottava puntata del serale della ventiquattresima edizione del talent show Amici di Maria De Filippi.

## Accoglienza
Il brano è stato accolto con recensioni positive da parte della critica musicale.
Elena Palmieri di Rockol scrive che il brano, caratterizzato da un «ritmo elettronico», è sostenuto da un testo con «incursioni di stilemi lessicali anni settanta e ottanta» e da un ritornello «dove ritmica, giochi tra vuoti e pieno, con gli archi in sottofondo, riportano smaccatamente a Raffaella Carrà».
Alessandro Alicandri di TV Sorrisi e Canzoni afferma che la canzone «raccoglie a piene mani lo spirito della musica italo disco degli anni ottanta», il cui testo racconta una «storia cinematografica» su cui la cantautrice si esprime con una vocalità «maschile e teatrale per raccontare come si comporterebbe lei se fosse un maschio, come a voler invitare l'uomo a impegnarsi di più in amore».

## Video musicale
Il video musicale, diretto da Giulio Rosati, è stato pubblicato il 9 maggio 2025 attraverso il canale YouTube della cantautrice.

## Tracce
Testi e musiche di Annalisa Scarrone, Davide Simonetta e Paolo Antonacci.
1. Maschio – 3:24

## Classifiche
| Classifica (2025) | Posizione massima |
| ----------------- | ----------------- |
| Italia            | 9                 |